# Kaakkurilammi (Överkalix socken, Norrbotten)
Kaakkurilammi är en sjö i Överkalix kommun i Norrbotten och ingår i Sangisälvens huvudavrinningsområde.